# Hostages (serie televisiva israeliana)
Hostages (in ebraico בני ערובה‎?, Bnei Aruba) è una serie televisiva israeliana del 2013 ideata da Rotem Shamir e Omri Givon e prodotta da Chaim Sharir. È andata in onda sul canale televisivo israeliano Channel 10 e successivamente trasmessa in altri stati, inclusi adattamenti in versioni nazionali.